# وصايا النقاء
وصايا النقاء أو أوامر النظافة ( من الألمانية: Reinheitsgebot) ، وهو سلسلة من اللوائح التي تحد من مكونات الجعة في ألمانيا ودول الإمبراطورية الرومانية المقدسة السابقة. تم اعتماد النسخة الأكثر شهرة من القانون في بَفاريا في 1516، ولكن اللوائح المماثلة تسبق النظام البَفاري، كما تختلف اللوائح الحديثة بشكل كبير عن النسخة البَفارية 1516.

## 1516 القانون البَفاري
كان السلف الأكثر تأثيراً في وصايا النقاء الحديثة قانونًا في دوقية ميونيخ عام 1487. بعد لم شمل بَفاريا، تم اعتماد قانون ميونيخ في جميع أنحاء بَفاريا في 23 أبريل 1516. كما توحيد ألمانيا، دفعت بَفاريا لاعتماد هذا القانون على أساس وطني (انظر اعتماد أوسع ).

### المكونات المسموح بها

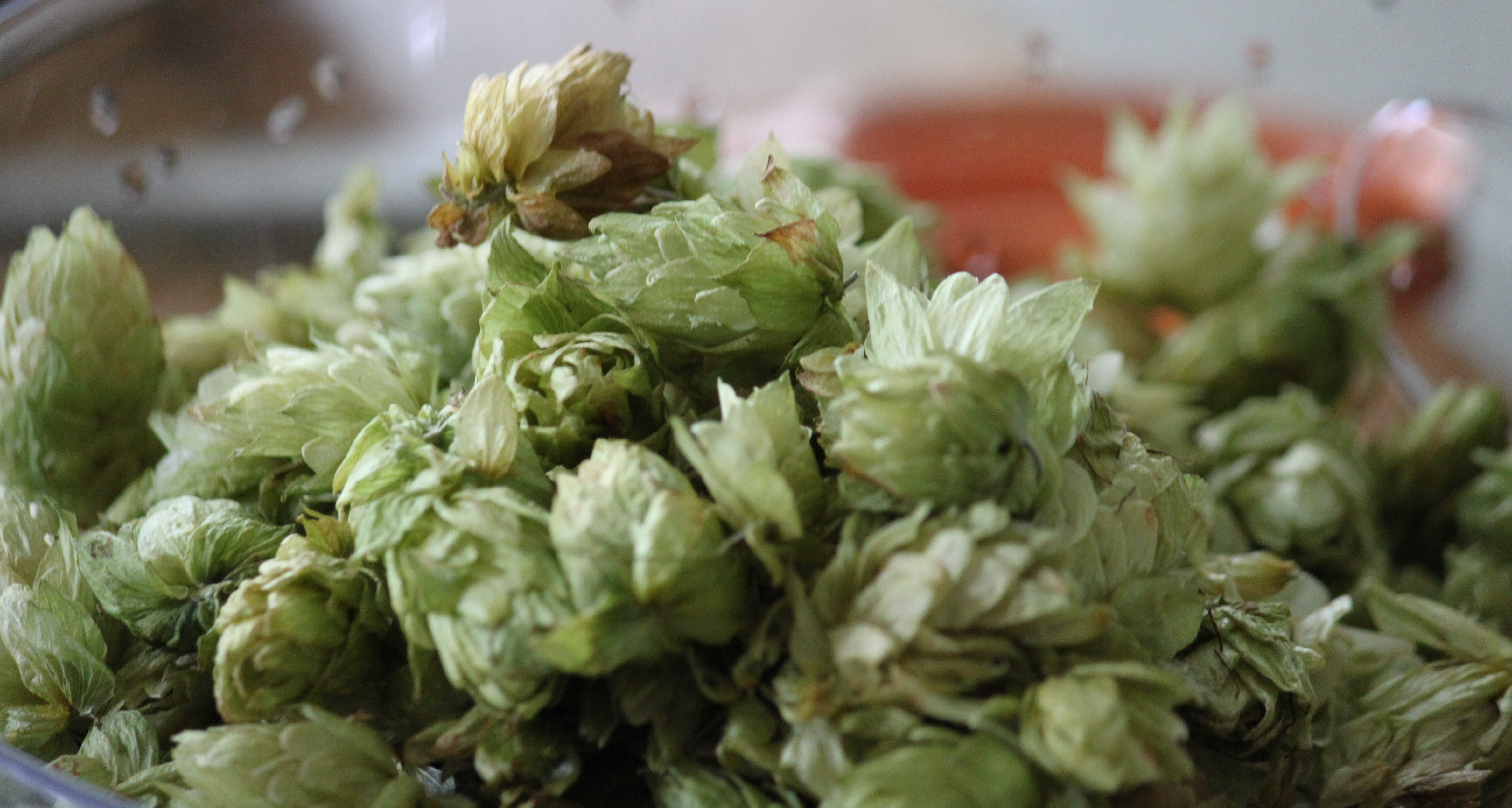
عشبة الدينار

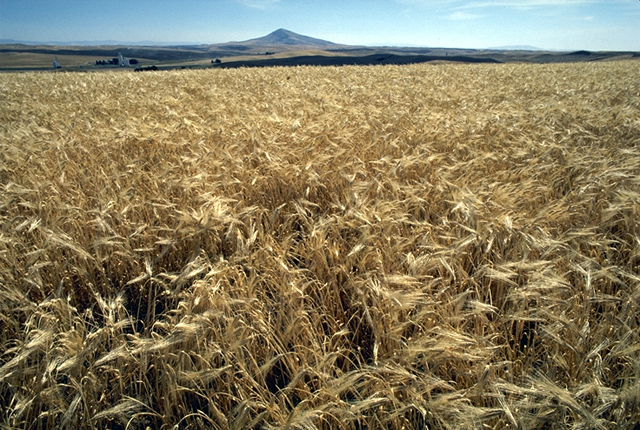
حقل من الشعير

وفقًا للقانون البَفاري لعام 1516، فإن المكونات الوحيدة التي يمكن استخدامها في إنتاج الجعة هي الماء والشعير والهووبس. لا يذكر النص الخميرة كمكون، لأن وجودها لم يكن معروفًا بعد.

### اللوائح الأخرى
حدد القانون البَفاري لعام 1516 سعر الجعة (حسب الوقت من العام ونوع الجعة)، وحصر الأرباح التي حققها المهرون، وجعل المصادرة عقوبة صنع الجعة غير النقية.

## الغرض والأهمية والتأثير

### هدف
تم تقديم الأمر البَفاري لعام 1516 جزئيًا لمنع المنافسة السعرية مع الخبازين على القمح والجاودار. كان المقصود من تقييد الحبوب على الشعير هو ضمان توافر الخبز بأسعار معقولة، حيث تم تخصيص القمح والجاودار للاستخدام من قبل الخبازين. ربما كان للقاعدة دور حمائي أيضًا، لأن الجعة من شمال ألمانيا كانت تحتوي في كثير من الأحيان على إضافات لم تكن موجودة في الجعة البَفارية.
قد تكون لعبت المحافظة الدينية أيضا دور في اعتماد القاعدة في بَفاريا، لمكافحة استخدام النباتات التي زعم أنها استخدمت في طقوس وثنية، مثل gruit أو البنج أو البلادونا أو الشيح. :410–411 استبعدت القاعدة أيضًا الطرق الإشكالية في الحفاظ على الجعة، مثل السناج والقراص اللاذع والهيبان.

## التاريخ
- الجعة في ألمانيا